# Haglirjuaq Island
Haglirjuaq Island är en ö i Kanada.   Den ligger i territoriet Nunavut, i den nordöstra delen av landet, 2 800 km norr om huvudstaden Ottawa. Arean är 36 kvadratkilometer.
Terrängen på Haglirjuaq Island är platt. Öns högsta punkt är 108 meter över havet. Den sträcker sig 11,0 kilometer i nord-sydlig riktning, och 6,4 kilometer i öst-västlig riktning.
Trakten runt Haglirjuaq Island består i huvudsak av gräsmarker. Trakten runt Haglirjuaq Island är nära nog obefolkad, med mindre än två invånare per kvadratkilometer.